# 高惜冰
高惜冰（1894年—1984年12月6日），名介清，字惜冰，以字行，盛京将軍管轄区奉天府鳳凰城人。中华民国紡織學家、教育家、政治人物。

## 生平
早年自鳳城九溝峪高等小学畢業，進入奉天省城北關中学學習。畢業後到北京大学，後轉入公立清華学校（後為清華大学）。1920年（民国九年）畢業後，留学美國，入羅維爾紡織学校（Lowell Textile School）。1923年畢業，獲紡織工学士学位。後在美國的毛織物公司工作，1925年夏歸国，同年11月任郭松齡的東北国民軍總司令部秘書。郭敗死後的1926年秋，任省立東北大学教授，主導創辦該大学的紡織系。翌年，任該大学工学院院長。
張学良東北易幟後的1929年（民国十八年），任東北政務委員会機要處秘書。1930年9月，任察哈爾省政府教育廳廳長、中国国民党察哈爾省党務特派員（1933年改爲党務指導員）。1931年9月，創辦国立東北中山中学。1933年9月，調任新疆省建設廳廳長，任至1936年1月。此後調往国民政府中央，任銓叙部育才司司長，並且任宋子文的私人顧問兼中棉公司常務董事、淮南煤礦公司顧問。
1937年（民国二十六年）抗日戰争爆發，高惜冰任大本營第4部輕工業組組長。1938年，任湖北省紗布絲麻四局整理委員会主任委員。同年6月，任国民参政会第1屆参政員（此後連續四屆當選為參政員）。1939年3月，任川康建設期成会会員、川康建設視察團西部組組長。1942年7月，任四聯總處派駐鹽務局總稽核及農林部顧問。
抗日戰争結束後的1945年（民国三十四年）9月，高惜冰任滿洲国滅亡後新設置的安東省政府主席兼全省保安司令。1947年7月19日，國民政府派高惜冰為國民大會代表立法院立法委員安東省選舉事務所主任委員。:8385-838610月，兼任国民政府主席東北行轅政務委員会常務委員。1948年2月，免去安東省政府主席，翌月任東北行轅政務委員会副主任委員。同年9月，任東北剿匪總司令部政務委員会常務委員兼代理主任委員。1949年（民国三十八年），高惜冰到台湾，和吳拯瀾共同創辦彰化紗廠。此後，歷任中国紡織建設公司董事、光復大陸設計研究委員会委員。1973年遷居美國。1984年12月6日在美國纽约病逝，享年91嵗。

## 著作
- 《遠東江禍的前因後果》
- 《毛絨紡織與整理》

## 家庭
- 子：高而公，赴解放区成为中國共产党新闻广播事业工作者，写有不少著名报道，但因家庭成分而不受重用，1960年向党交心，批评三面红旗及反修斗争，结果在文革中受到殘酷斗争而早逝。[6]
- 女：高逎迪，後來定居美國芝加哥。[6]